# 多布羅波萊 (烏克蘭)
參數所指定的目標頁面不存在，建議更正成存在頁面或直接建立下列一個頁面（建立前請先搜尋是否有合適的存在頁面可以取代）：
- 多布羅波萊

49°11′43″N 25°25′34″E / 49.19528°N 25.42611°E
多布羅波萊（羅馬化：Dobropole）是烏克蘭的村落，位於該國西部捷爾諾波爾州，由喬爾特基夫區負責管轄，距離基達尼夫3公里，面積3.17平方公里，2001年人口617。